# Клеверные
Кле́верные (лат. Trifolieae) — триба цветковых растений, относящаяся к подсемейству Мотыльковые (Faboideae) семейства Бобовые (Fabaceae).

## Описание
Триба включает однолетние и многолетние травы, реже кустарники. Листья с прилистниками, пальчато-тройчатосложные или перисто-тройчатосложные, реже простые (Ononis). Соцветия зонтиковыдные, зонтиковидыне или колосовидные, расположены в пазухах листьев или на верхушках побегов (реже).  Прицветники имеются, прицветничков нет. Венчик мотыльковый. Андроцей из девяти сросшихся тычинок и одной свободной, называемой вексилярной. У Ononis все тычинки срастаются тычиночными нитями. Плоды плоские или цилиндрические, прямые или согнутые, иногда закручены в форме улитки. У нескольких видов клевера и одного вида люцерны плоды развиваются в почве или на её поверхности. В семенах содержится непротеиногенная аминокислота канаванин. Этот способ развития семян называют геокарпией. Базовые гаплоидный набор состоит из 8 хромосом. Клубеньки на корнях, обычно, кроталароидного типа, у стальника — клубеньки астрагалоидные.

## Роды
Триба включает в себя следующие роды:
- Medicago L. — Люцерна
- Melilotus Mill. — Донник
- Ononis L. — Стальник
- Parochetus Buch.-Ham. ex D.Don — Парохетус
- Trifolium L. typus — Клевер
- Trigonella L. — Пажитник